# Список іспанських імен
Список іспанських імен

## A
- Abelardo  - Абелардо
- Abundio - Абундіо
- Ada - Ада
- Adalberto - Адальберто
- Adán - Адан
- Adela - Адела
- Adelardo - Аделардо
- Adigio - Адіхіо
- Adolfo - Адольфо
- Adriana - Адріана
- Agapito - Аґапіто
- Águeda  - Аґеда
- Agustín  - Аґустін
- Albano - Альбано
- Alberto - Альберто
- Albina - Альбіна
- Alcides - Альсідес
- Aldo - Альдо
- Alejandra  - Алехандра
- Alejandro - Алехандро
- Alejo - Алехо
- Alfonsina - Альфонсіна
- Alfonso - Альфонсо
- Alfredo - Альфредо
- Alicia - Алісія
- Alina - Аліна
- Allegra - Алеґра
- Alma - Альма
- Alonso - Алонсо
- Álvaro - Альваро
- Amadeo - Амадео
- Amalia - Амалія
- Amanda - Аманда
- Amando - Амандо
- Amaranta - Амаранта
- Amato - Амато
- Ambrosia - Амбросія
- Amelia - Амелія
- Amilcar - Амількар
- Amparo - Ампаро
- Anabel - Анабель
- Anacleto - Анаклето
- Anastasia - Анастасія
- Anastasio - Анастасіо
- Andrés - Андрес
- Ángel - Анхель
- Ángela - Анхела
- Angélica - Анхеліка
- Angelina - Анхеліна
- Anibal - Анібаль
- Aniceto - Анісето
- Anselmo - Анселмо
- Antonella - Антонелла
- Antonello - Антонелло
- Antonia - Антонія
- Antonina - Антоніна
- Antonio - Антоніо
- Apolinar - Аполінар
- Arcesio - Арсесіо
- Aristides - Аристідес
- Armando - Армандо
- Arnoldo - Арнольдо
- Arsenio - Арсеніо
- Artemio - Артеміо
- Atanasio - Атанасіо
- Atocha - Аточа
- Augusta - Аугуста
- Augusto - Аугусто
- Aurelia - Аурелія
- Aureliana - Аврельяна
- Aurelio - Ауреліо
- Aurora - Аврора
- Azucena - Асусена

## B
- Baldomero - Бальдомеро
- Baltasar - Бальтасар
- Bárbara - Барбара
- Bartolomé - Бартоломе
- Basilio - Базіліо
- Bautista  - Баутіста
- Beatriz - Беатріс
- Belinda - Белінда
- Belisario - Белісаріо
- Beltrán  - Бельтран
- Benedicto - Бенедикто
- Benigna - Бенінья
- Benigno - Беніньо
- Benito - Беніто
- Benjamín - Бенхамін
- Berenguela - Беренґела
- Berenice - Беренісе
- Bernardino - Бернардіно
- Bernardo - Бернардо
- Berta - Берта
- Bertran - Бертран
- Bienvenida  - Б'єнвеніда
- Bibiana - Біб'яна
- Blanca - Бланка
- Blasco - Бласко
- Bolivar - Болівар
- Bonifacio - Боніфасіо
- Braulio - Брауліо
- Brigida - Брихіда
- Bruna - Бруна
- Bruno - Бруно
- Buenaventura - Буенавентура

## C
- Calixto - Каліксто
- Camilo - Каміло
- Candelaria - Канделарія
- Cándido - Кандідо
- Caridad - Карідад
- Carlos - Карлос
- Carlota - Карлота
- Carmela - Кармела
- Carmelo - Кармело
- Carmen - Кармен
- Carolina - Кароліна
- Casimiro - Касіміро
- Catalina - Каталіна
- Catarina - Катерина
- Cayetana  - Каєтана
- Cecilia - Сесилія
- Celestina - Селестіна
- Celina - Селіна
- César - Сезар
- Cesaria - Сезарія
- Cintia - Сінтія
- Cipriano - Сіпріано
- Ciriaco - Сіріако
- Cirilo  - Сіріло
- Ciro  - Сіро
- Clarisa - Клариса
- Claudia - Клавдія
- Claudio - Клаудіо
- Clelia - Клелія
- Clemente - Клементе
- Clementina - Клементіна
- Colomba  - Коломба
- Concordia - Конкордія
- Conrado - Конрадо
- Constancia - Констансія
- Consuelo - Консуело
- Cordelia - Корделія
- Corinna - Коріна
- Cornelia - Корнелія
- Cosme - Косме
- Crisanto - Крісанто
- Cristián  - Крістіан
- Cristina - Крістіна
- Cristóbal - Крістобаль
- Cruz - Крус

## D
- Dalia - Далія
- Dalila - Даліла
- Dalmacio - Дальмасіо
- Damián - Даміан
- Danese - Данесе
- Daniel - Даніель
- Dario - Даріо
- David - Давід
- Debora - Дебора
- Delfina - Дельфіна
- Delia - Делія
- Demetrio - Деметріо
- Desiderio - Дезідеріо
- Diana - Діана
- Diego - Дієго
- Diletta - Ділетта
- Dina - Діна
- Dionisio - Діонісіо
- Dolores - Долорес
- Dominga - Домінґа
- Domingo - Домінґо
- Domitila - Домітіла
- Donata - Доната
- Donato - Донато
- Dora - Дора
- Dorotea - Доротея
- Doroteo - Доротео
- Dulce - Дульсе

## E
- Edelmira - Едельміра
- Edelmiro - Едельміро
- Edita - Едіта
- Edmundo - Едмундо
- Eduardo  - Едуардо
- Eduvigis  - Едувіхіс
- Egidio - Ехідіо
- Elena - Елена
- Eleonora - Елеонора
- Eliana - Еліана
- Eligio - Еліхіо
- Elio - Еліо
- Elisabet - Елізабет
- Eliseo - Елісео
- Eloisa - Елоїса
- Elvira - Ельвіра
- Emanuel - Емануель
- Emilia - Емілія
- Eneas  - Енеас
- Enrique - Енріке
- Epifania - Епіфанія
- Erica - Еріка
- Ernestina - Ернестіна
- Ernesto - Ернесто
- Esmeralda - Есмеральда
- Esperanza - Есперанса
- Esteban - Естебан
- Ester - Естер
- Eugenia - Еухенія
- Eugenio - Еухеніо
- Eusebio - Еусебіо
- Eva - Ева
- Evaristo - Еварісто
- Evelina - Евеліна
- Ezequiel - Есекьєль

## F
- Fabián - Фабіан
- Fabio - Фабіо
- Fabiola - Фабіола
- Fabricia - Фабрисія
- Fabricio - Фабрисіо
- Fausto - Фаусто
- Fe - Фе
- Federica - Федеріка
- Federico - Федеріко
- Felicia - Фелісія
- Felipa - Феліпа
- Felipe - Феліпе
- Félix - Фелікс
- Fermín  - Фермін
- Fernando - Фернандо
- Fidel - Фідель
- Filiberta - Філіберта
- Filomena - Філомена
- Flaviana - Флавіана
- Flavio - Флавіо
- Flora - Флора
- Florencia - Флоренсія
- Floriana - Флоріана
- Florindo - Флоріндо
- Fortunata - Фортуната
- Fortunato - Фортунато
- Franca - Франка
- Francisca - Франсиска
- Francisco - Франсиско
- Franco - Франко
- Fulgencio - Фульхенсіо
- Fulvia - Фульвія
- Fulvio - Фульвіо

## G
- Gabino - Ґабіно
- Gabriel - Ґабріель
- Gabriela - Ґабріела
- García - Ґарсія
- Gaspar - Ґаспар
- Gastón  - Ґастон
- Gedeón - Хедеон
- Genaro - Хенаро
- Genovefa - Хеновефа
- Geraldo - Херальдо
- Gerardo - Херардо
- Germán - Херман
- Gertrudis - Хертрудіс
- Gervasio - Хервасіо
- Gil - Хіль
- Gilberta - Хільберта
- Gilberto - Хільберто
- Gilda - Хільда
- Gimena - Хімена
- Gina - Хіна
- Gines - Хінес
- Gisela - Хізела
- Gloria - Ґлорія
- Godofredo - Ґодофредо
- Gonzalo - Ґонсало
- Grazia - Ґрасія
- Graciana - Ґрасіана
- Graciano - Ґрасіано
- Gregorio - Ґреґоріо
- Guadalupe - Ґвадалупе
- Gualterio - Ґвальтеріо
- Guido - Ґвідо
- Guilberto - Ґільберто
- Guillermo - Ґільєрмо
- Gustavo - Ґуставо

## H
- Haroldo - Арольдо
- Héctor - Ектор
- Helena - Елена
- Heliodoro - Еліодоро
- Herberto  - Ерберто
- Hermenegilda - Ерменехільда
- Hermes - Ермес
- Herminia - Ермінія
- Hernando - Ернандо
- Hilaria - Іларія
- Hilda - Ільда
- Hipólito  - Іполіто
- Honorata - Онората
- Honorina  - Оноріна
- Horacio - Орасіо
- Hortensia - Ортенсія
- Huberto- Уберто
- Hugo - Уґо
- Humberto - Умберто

## I
- Iberia - Іберія
- Ida - Іда
- Ignacia - Іґнасія
- Ignacio - Іґнасіо
- Ildefonso - Ільдефонсо
- Inés - Інес
- Iñigo - Іньїґо
- Inmaculada - Інмакулада
- Irene - Ірене
- Ireneo - Іренео
- Iris - Іріс
- Irma - Ірма
- Isaac - Ісаак
- Isabel - Ісабель
- Isaias - Ісайяс
- Isaura - Ісаура
- Isidoro  - Ісідоро
- Iván - Іван
- Ivana - Івана

## J
- Jacinta  - Хасинта (Хасінта)
- Jacinto  - Хасінто
- Jacobo - Хакобо
- Jaime - Хайме
- Javier - Хав'єр
- Javiera  - Хав'єра
- Jazmín - Хасмін
- Jenaro  - Хенаро
- Jeremías - Хереміас
- Jerónimo - Херонімо
- Jesenia - Хесенія
- Jesus - Хесус
- Jesusa - Хесуса
- Jimena - Хімена
- Joaquín  - Хоакін
- Joel  - Хоель
- Jonás - Хонас
- Jonatan - Хонатан
- Jordán  - Хордан
- Jorge - Хорхе
- José - Хосе
- Josefina  - Хосефіна
- Jovita - Ховіта
- Juan - Хуан
- Juanita - Хуаніта
- Judit  - Худіт
- Julia - Хулія
- Julián - Хуліан
- Julieta - Хульєта
- Julio - Хуліо
- Juste - Жуст
- Justa - Хуста
- Justin - Хустін
- Justo - Хусто

## L
- Ladislao - Ладіслао
- Lafcadio - Лафкадіо
- Lamberto - Ламберто
- Lanfranco - Ланфранко
- Lanzarote - Лансароте
- Laura - Лаура
- Laurencio - Лауренсіо
- Lavinia - Лавінія
- Lázaro - Ласаро
- Lea - Лея
- Leandro - Леандро
- Leocadio  - Леокадіо
- León - Леон
- Leonardo - Леонардо
- Leonelo - Леонело
- Leónidas - Леонідас
- Leopoldo - Леопольдо
- Leticia - Летісія
- Lia - Лія
- Liam - Ліам
- Libera - Лібера
- Lidia - Лідія
- Liliana - Ліліана
- Lino - Ліно
- Lionelo - Ліонело
- Lope  - Лопе
- Lorena - Лорена
- Lorenzo - Лоренсо
- Loreta - Лорета
- Lourdes  - Лурдес
- Lucas - Лукас
- Lucia - Лусія
- Luciana - Лусіана
- Luciano - Лусіано
- Lucina - Лусіна
- Lucrecia - Лукресія
- Luis - Луїс
- Luisa - Луїса
- Lupe - Лупе
- Luz - Лус(а)

## M
- Macarena - Макарена
- Macario - Макаріо
- Magdalena - Маґдалена
- Manfredo - Манфредо
- Manrique - Манріке
- Manuel - Мануель
- Manuela - Мануела
- Marcela - Марсела
- Marcelo - Марсело
- Marcos - Маркос
- Margarita  - Марґарита
- Maria - Марія
- Marianna - Маріанна
- Maricruz  - Марікрус(а)
- Marina - Маріна
- Marino - Маріно
- Mario - Маріо
- Marisa - Маріса
- Marta - Марта
- Martina - Мартіна
- Mateo - Матео
- Matilde  - Матільде
- Maura - Маура
- Mauricio - Маурісіо
- Mauro - Мауро
- Máxima - Максима
- Máximo - Максимо
- Melisa - Меліса
- Mercedes - Мерседес
- Michelle - Мішель
- Miguel - Міґель
- Miguela  - Міґела
- Mirabel - Мірабель
- Miranda - Міранда
- Miriam - Міріам
- Modesto - Міодесто
- Moisés - Мойсес
- Monica - Моніка
- Montserrat - Монсеррат

## N
- Nacho - Начо
- Narcisa - Нарсіса
- Natalia - Наталія
- Natalio - Наталіо
- Natán - Натан
- Nazario - Насаріо
- Nemesio - Немесіо
- Nereo - Нерео
- Néstor - Нестор
- Nicandro - Нікандро
- Nicodemo - Нікодемо
- Nicolás - Ніколас
- Nicolasa  - Ніколаса
- Nieves  - Ньєвес
- Nilo - Ніло
- Noemi - Ноемі
- Norberto - Норберто
- Norma - Норма
- Normando - Нормандо
- Numa - Нума

## O
- Octavio - Октавіо
- Odón - Одон
- Ofelia - Офелія
- Olimpia - Олімпія
- Oliverio - Оліверіо
- Olivia - Олівія
- Onésimo - Онесімо
- Onofre - Онофре
- Oralia - Оралія
- Orestes - Орестес
- Orlando - Орландо
- Óscar - Оскар
- Osvaldo - Освальдо
- Otelo - Отело
- Ovidio - Овідіо

## P
- Pablo - Пабло
- Pacifico - Пасіфіко
- Paco - Пако
- Palmira  - Пальміра
- Paloma - Палома
- Pamela - Памела
- Pánfilo - Панфіло
- Pantaleón - Панталеон
- Pasqual - Паскаль
- Patricia - Патрисія
- Patricio  - Патрисіо
- Paula - Паула
- Pazita - Пасіта
- Pedro - Педро
- Penélope - Пенелопе
- Perla - Перла
- Petronila - Петроніла
- Pia - Пія
- Piedad - П'єдад
- Pilar - Пілар
- Pina - Піна
- Pio - Піо
- Plácido - Пласідо
- Platón - Платон
- Poncio - Понсіо
- Primo - Прімо
- Prisca - Пріска
- Priscila - Прісила
- Próspero  - Просперо
- Protacio - Протасіо
- Prudencio - Пруденсіо
- Publio - Публіо

## R
- Rafael - Рафаель
- Raimundo - Раймундо
- Rainerio - Райнеріо
- Ramiro - Раміро
- Ramona - Рамона
- Raúl - Рауль
- Rebeca - Ребека
- Regina - Рехіна
- Reinaldo - Рейнальдо
- Remigio  - Реміхіо
- Renata - Рената
- Renato - Ренато
- Ricardo  - Рікардо
- Roberta - Роберта
- Roberto - Роберто
- Rocío  - Росіо
- Rodolfo - Родольфо
- Rodrigo - Родріґо
- Rolando - Роландо
- Romano - Романо
- Romeo - Ромео
- Romualdo - Ромуальдо
- Roque - Роке
- Rosa - Роса
- Rosalia - Росалія
- Rosalinda - Росалінда
- Rosario - Росаріо
- Rosendo - Росендо
- Rosina - Росіна
- Roxana - Роксана
- Rubén - Рубен
- Rufino - Руфіно
- Ruperto - Руперто
- Rut - Рут

## S
- Sabina - Сабіна
- Sabrina - Сабріна
- Salvador - Сальвадор
- Salvio - Салвіо
- Samanta - Саманта
- Samsón - Самсон
- Samuel - Самуель
- Sancha  - Санча
- Sancho  - Санчо
- Santiago - Сантьяґо
- Santos - Сантос
- Sara - Сара
- Saturnina - Сатурніна
- Saúl - Сауль
- Sebastián - Себастьян
- Segismundo - Сехісмундо
- Segundo - Сеґундо
- Selena - Селена
- Serafín - Серафін
- Serafina - Серафіна
- Serena - Серена
- Sergio - Серхіо
- Severino  - Северино
- Sibila - Сибіла
- Silvana - Сільвана
- Silvano - Сільвано
- Silvestre - Сільвестре
- Silvia - Сільвія
- Silvio - Сільвіо
- Simón - Сімон
- Simona - Сімона
- Sixto  - Сіксто
- Sofia - Софія
- Soledad  - Соледад
- Susana - Сусана
- Sylvina - Сільвіна

## T
- Tadeo - Тадео
- Tancredo  - Танкредо
- Telesforo - Телесфоро
- Temistocles - Темістоклес
- Teobaldo  - Теобальдо
- Teodora - Теодора
- Teodoro - Теодоро
- Teodosia - Теодосія
- Teófilo  - Теофіло
- Teresa - Тереса
- Ticiano  - Тісіано
- Tico - Тіко
- Timoteo - Тімотео
- Tina - Тіна
- Tito - Тіто
- Tomás - Томас
- Tomasa - Томаса
- Torcuato - Торквато
- Trinidad - Тринідад
- Tristán - Тристан
- Tulia - Тулія
- Tulio - Туліо

## U
- Ubaldo - Убальдо
- Ulises - Улісес
- Ulrico - Ульріко
- Urbana - Урбана
- Urbano - Урбано
- Ursula - Урсула

## V
- Valencia - Валенсія
- Valentín - Валентин
- Valentina - Валентина
- Valeria - Валерія
- Valerio - Валеріо
- Vanesa - Ванеса
- Vasco - Васко
- Velasco - Веласко
- Venancio - Венансіо
- Verónica - Вероніка
- Vespasiano - Веспасіано
- Vicenta - Вісента
- Vicente - Вісенте
- Víctor - Віктор
- Viola - Віола
- Violeta - Віолета
- Virgilio - Вірхіліо
- Virginia - Вірхінія
- Vital - Віталь
- Vito - Віто
- Vitoldo  - Вітольдо
- Viviana - Вівіана
- Viviano - Вівіано